# Coupe d'Allemagne féminine de football 1991-1992
Navigation
Édition précédente Édition suivante
Le DFB-Pokal Frauen 1991-1992 est la douzième édition de la Coupe d'Allemagne féminine.
Il s'agit d'une compétition à élimination directe ouverte aux vainqueurs des coupes de chaque fédération régionale et des clubs de la  Bundesliga féminine nouvellement créée. Elle est organisée par la Fédération allemande de football (DFB).
La finale a lieu le 23 mai 1992 au stade olympique de Berlin. Le FSV Francfort remporte sa troisième Coupe d'Allemagne.

## Format
Avec la création de la Bundesliga féminine en 1990 et la réunification de l'Allemagne, un nouveau format est adopté.
Les équipes participantes sont les vainqueurs des coupes des fédérations régionales, s'ajoutent par rapport aux éditions précédentes, les fédérations de l'ex-RDA.
Toutes les équipes ayant participé à la première édition de la nouvelle Bundesliga féminine en 1990-1991, soit vingt équipes, et les promus pour la saison 1991-1992 (six équipes) sont également qualifiées.
La compétition commence avec les 32e de finale qui se jouent sur un match, en cas d'égalité les matchs d'appui sont supprimés et remplacés par une séance de tirs au but. 
La finale se joue le 23 mai 1992 en lever de rideau de la finale masculine.

## Demi-finales
Les matchs se jouent le 12 avril 1992.
| Equipe 1      | Equipe 2             | Score           |
| ------------- | -------------------- | --------------- |
| VfB Rheine    | TSV Siegen           | 0 - 3           |
| FSV Francfort | Grün-Weiß Brauweiler | 2 - 2 (tab 5-4) |

## Finale
| 23 mai 1992 | FSV Francfort | 1 - 0   | TSV Siegen | Stade olympique de Berlin, Berlin |                      |
|             |               | (0 - 0) |            | Spectateurs : 30 000              | Spectateurs : 30 000 |

- Le FSV Francfort remporte sa troisième Coupe d'Allemagne.